# Битва при Хайбарі
Битва при Хайбарі (араб. غَزْوَة خَيْبَر) — військове протистояння, що сталося у 628 році між мусульманським військом на чолі з пророком Мухаммедом та юдеями, що мешкали в Хайбарі, оазі за 150 км від міста Медина (сучасна Саудівська Аравія). Битва завершилася рішучою перемогою мусульман. В сучасному перманентному арабо-юдейському конфлікті на Близькому Сході звертання до образу Хайбару у публічному просторі стало символом спротиву для арабів і арабського антисемітизму для юдеїв, а для віруючих людей різних народів черговим нагадуванням про те, що помирити усіх людей, особливо ворогів у часи війни може лише Бог.

## Передумови
Наймовірніше, єврейські племена оселилися в регіоні Хіджаз внаслідок єврейсько-римських воєн, запровадивши там сільське господарство, що дозволило їм зайняти в цій місцевості домінуюче становище.
Вже в VII столітті Хайбар, оаза в пустелі Аравійського півострова, була заселена переважно єврейським населенням. Мешканці оази мали при собі облогову технику, мечі, списи, щити та іншу зброю. Деякі вчені намагалися пояснити наявність зброї, припускаючи, що вона використовувалася для врегулювання сварок серед сімей громади.
Після того, як в 625 році мусульманські сили відправили плем'я Бану-Надір у вигнання з Медини, воно оселилися в Хайбарі. У 627 році вождь племені, Хуяй Ібн Ахтаб, разом зі своїм сином приєднався до мекканців та бедуїнів, які обкладали Медину під час Битви біля рову. До того ж, Бану-Надір платив різним арабським племенам за війну проти мусульман. Так, заплативши іншому племені, Бану-Гатафана, половиною свого врожаю, Ібн Ахтаб отримав 2 тис. піхоти та 300 вершників з цього племені для нападу на Мухаммеда. Також, одразу після початку битви Хуяй Ібн Ахтаб переконав плем'я Бану-Курайза перейти на його сторону, порушивши угоду з Мухаммедом Після поразки цього племінного об'єднання Хуяй (який перебував тоді в Медині) був убитий разом із членами Бану-Курайзи. Незабаром Аль Хукайк, новий вождь Бану-Надір, домовився із сусідніми племенами задля повстання проти Мухаммеда. Дізнавшись про це, мусульмани вбили і його.
Наступником Аль Хукайка став Усейр Ібн Зарім. За деякими даними, він також звернувся до Бану-Гатафан з намірами напасти на столицю Мухаммеда. Мухаммед відправив до Усейра Абдуллу Бін Раваху з товаришами, серед яких був Абдулла Бін Унайс, союзник Бану-Саліма, ворожого до юдеїв клана. Коли вони прибули до Усейра, вони сказали йому, що якщо він погодиться на зустріч з Мухаммедом, пророк вшанує його. Усейр погодився та вирушив разом з посольством, взявши з собою декількох євреїв. Абдулла Бін Унайс посадив його на свого звіра, допоки вони не доїхали до Ель-Каркари, за декілька кілометрів від Хайбара, де Усейр передумав та відмовився їхати далі. Коли Абдулла побачив, що Усейр приготувався дістати свій меч, він раптово кинувся на нього, відрубивши йому ногу. Усейр у відповідь вдарив Абдуллу палицею, що тримав у руці, поранивши тому голову. Усі посли Мухаммеда стали битися проти тридцяти євреїв і вбили їх, крім одного, якому вдалося втікти.
Багато дослідників вважають приводом до початку битви вищезазначені дії з боку племені Бану-Надіра. За словами Монтгомері Вотта, їхні хитрощі та інших підкупи племен не залишали Мухаммеду іншого вибору, крім як нападати. Вагльєрі погоджується, що однією з причин нападу було те, що євреї Хайбара несли відповідальність за об'єднання племен, що напало на мусульман під час Битви біля рову. Шиблі Номані також засуджує дії Хейбара під час Битви біля рову та звертає особливу увагу на лідера Бану-Надіра Хуяя Ібн Ахтаба, який під час битви звернувся до Бану-Курайзи з пропозицією нападу на Мухаммеда.
У 628 році при спробі здійснити умру (мале паломництво) після довгих переговорів мусульмани уклали мирний договір з Курешами, закінчивши мусульмансько-курешські війни. Договір також запевнив Мухаммеда, що під час військових походів мекканці не зазнають нападу з тилу.

### Політична ситуація
Оскільки війна з Мухаммедом здавалася неминучою, євреї Хайбара уклали союз з євреями оази Фадак. Вони також успішно переконали плем'я бедуїнів Бену-Гатафан приєднатися до війни на їхньому боці в обмін на половину свого врожаю. Військо Мухаммеда, здається, не здавалося достатньою загрозою для мешканців Хайбару, тому до майбутньої битви вони готовилися неретель. Переконаність у тому, що армія Мухаммеда невелика та потребує ресурсів, а також відсутність центральної влади в Хайбарі перешкоджала будь-яким спільним оборонним заходам з боку євреїв, сім'ї яких до того ж постійно сварилися. Плем'я Бану-Фазара, пов'язане з Бану-Гатафан, також запропонувало свою допомогу Хайбару після провалу їхніх перемовин з мусульманами.
Під час битви мусульмани змогли перешкодити союзникам Хайбара у складі 4000 осіб прийти їм на допомогу. За словами Табарі, першою зупинкою Мухаммеда в його підкоренні Хайбара була долина Ель-Раджі, що лежала безпосередньо між людьми з Бану-Гатафан і Хайбаром. Після цілого дня подорожі племені Бану-Гатафан здалося, що вони чують свого ворога за собою, і повернулися назад, щоб захистити свої сім'ї та майно, відкривши тим самим шлях для армії Мухаммеда.

## Битва
Мусульмани вирушили до Хайбару в березні 628 року. За різними даними, чисельність мусульманської армії коливалася від 1400 до 1800 піхоти та від 100 до 200 кавалерії. Деякі мусульманські жінки (зокрема Умм Салама) також пішли разом з військом задля допомоги пораненим. Порівняно з хайбарською армією в 10 тис. осіб, мусульманські сили були невеликі, проте мала чисельність людей дозволила їм непомітно дійти до Хайбару лише за три дні, зненацька захопивши поселення. Внаслідок цього євреї не змогли централізовано організувати оборону, залишивши кожну сім'ю захищати свій власний редут. Ця недооцінка мусульман з боку юдеїв дозволила Мухаммеду з відносною легкістю завоювати кожну фортецю, захоплюючи їжу, зброю та землю.
Євреї стали уникати боїв на відкритій місцевості після кривавої сутички перед однією з фортець, тому переважна частина бою складалася зі стрільби з луків на великій відстані. Принаймні одного разу мусульмани змогли взяти фортецю штурмом. Задля збільшення ефективності оборони євреї в темряві переміщували людей та скарби з одних фортець до інших.
Ані євреї, ані мусульмани не були готові до тривалої облоги, тому обидві сторони страждали від нестачі провіанту. Євреї, спочатку самовпевнені у своїх силах, не змогли підготувати навіть достатньої кількості води для короткочасної облоги. На початку облоги голод змусив мусульман зарізати і приготувати кілька захоплених ними ослів. Втім, ніхто з мусульманської армії не скуштував цього м'яса, оскільки Мухаммед не бачив, щоб його воїни настільки зголодніли, аби дозволити їм його їсти. Мухаммед, який забороняв своєму війську вживання в їжу коней, мулів та ослів, дозволив робити виняток з цього правила тільки тоді, коли нестача їжі не залишала іншого вибору.
Після того, як фортеці Ан-Натат й Аш-Шикк були взяті, незахопленою залишилася лише фортеця під назвою Аль-Камус, облога якої тривала від тринадцяти до дев'ятнадцяти днів.
Кілька спроб мусульман захопити цю цитадель зазнали невдачі. Перша була здійснена Абу Бакром, який взяв прапор та почав битву, так і не змігши досягти успіху. Також не вдалося взяти фортецю і Умарові. Тієї ночі Мухаммед проголосив: «Боже, завтра я дам це [прапор] людині, яка любить Бога та Його Посланника, яких Бог і Його Посланець люблять. Аллах подарує йому перемогу». Вранці курейші гадали, кому належитиме честь нести прапор, але Мухаммед покликав Алі Ібн Абу Таліба. Весь цей час Алі, що був зятем і двоюрідним братом Мухаммеда, хворів і не міг брати участь у битві. Мухаммед вилікував Алі від офтальмії (запалення очей) за допомогою своєї слини. 
Під час битви один з супротивників вдарив Алі, вибивши щит з його рук, але він підібрав двері та продовжив захищатися за допомогою них. Повідомляється, що ці двері були настільки важкими, що задля їхньої заміни треба було вісім чоловіків. У деяких шиїтських джерелах також сказано, що при прориванні оборони, Алі використовав двері як міст для того, щоб його армія могла пройти до цитаделі. Пророк присвоїв Алі імя Асадулла («Божий лев»).
Євреї швидко зустрілися з Мухаммедом задля обговорення умов їхньої капітуляції. Мусульмани погодилися поблажливо ставитися до переможених, а також пообіцяли не проливати кров. До того ж, Мухаммед не став забирати майно в жодному з цих двох фортів.

## Наслідки
Для обговорення умов капітуляції Мухаммед зустрівся з Ібн Абу Аль Хукайком, Аль Катібою та Аль Ватіхом. За умовами угоди, євреї з Хайбару мали покинути цю територію та здати свої статки. Мусульмани, зі свого боку, зупиняли воєнні дії та не завдавали шкоди жодному з переможених. Уже після укладання угоди деякі євреї звернулись до Мухаммеда з проханням дозволу залишитися в оазі та продовжувати займатися господарством. Натомість вони віддавали б половину своєї продукції мусульманам. Відповідно до версії Ібн Гішама, угода була укладена за умови, що мусульмани «можуть вислати [євреїв Хайбара], якщо і коли ми це захочемо». Норман Стілман вважає це повідомлення пізнішою вставкою, що покликана виправдати вигнання євреїв у 642 році. Угода з євреями Хайбару послужила важливим прецедентом в ісламському праві при визначенні статусу зімми (немусульманського населення під владою мусульман).
Почувши про результат битви, мешканці Фадака, що раніше уклали союз із Хайбаром, відправили до Мухаммеда свого посла. Він запропонував здатися в обмін на поблажливе ставлення з боку мусульман. Договір, подібний до хайбарського, був укладений і з Фадаком.
Серед полонених була Сафія бінт Хуяй, дочка вбитого голови Бану-Надіра Хуяя Ібн Ахтаба. Сподвижники Мухаммеда повідомили пророку про високий сімейний статус Сафії та запропонували йому одружитися з нею, щоб зберегти її престиж і статус. Мухаммед прийняв прохання, звільнив полонянку й одружився з нею Таким чином, Сафійя стала однією з Матерів правовірних.
Перемога в Хайбарі значно підняла статус Мухаммеда серед його послідовників та місцевих бедуїнських племен, які, побачивши силу пророка, присягнули йому на вірність та прийняли іслам. Захоплена здобич та зброя зміцнили військо Мухаммеда, дозволивши йому захопити Мекку через лише 18 місяців після перемоги в Хайбарі.
Гасла, де згадується битва при Хайбарі, іноді лунають під час протестів на Близькому Сході, Європі  та Північній Америці в контексті ізраїльсько-палестинського конфлікту.